# Siphonogorgia duriuscula
Siphonogorgia duriuscula är en korallart som beskrevs av Thomson och Simpson 1909. Siphonogorgia duriuscula ingår i släktet Siphonogorgia och familjen Nidaliidae. Inga underarter finns listade i Catalogue of Life.